# Арк-сюр-Тий
Арк-сюр-Тий (фр. Arc-sur-Tille) — коммуна во Франции, находится в регионе Бургундия. Департамент коммуны — Кот-д’Ор. Входит в состав кантона Дижон 2-й кантон. Округ коммуны — Дижон.
Код INSEE коммуны — 21021.

## Население
Население коммуны на 2010 год составляло 2479 человек.
| 1962 | 1968 | 1975 | 1982 | 1990 | 1999 | 2010 |
| ---- | ---- | ---- | ---- | ---- | ---- | ---- |
| 800  | 842  | 940  | 1913 | 1950 | 2336 | 2479 |

## Экономика
В 2010 году среди 1681 человека трудоспособного возраста (15—64 лет) 1266 были экономически активными, 415 — неактивными (показатель активности — 75,3 %, в 1999 году было 74,2 %). Из 1266 активных жителей работали 1181 человек (605 мужчин и 576 женщин), безработных было 85 (43 мужчины и 42 женщины). Среди 415 неактивных 169 человек были учениками или студентами, 187 — пенсионерами, 59 были неактивными по другим причинам.